# Marge Simpson
Marjorie "Marge" Simpson (Bouvier)  (stem ingesproken door Julie Kavner) is een tekenfilmpersonage uit de tekenfilm The Simpsons. Ze is de vrolijke en geduldige vrouw van Homer.

## Achtergrond
Marge Simpson valt vooral op door haar blauwe haar. Ze is er trots op dat ze nog nooit iemand met hoger haar heeft ontmoet buiten Graceland. Door Homer is eens opgemerkt dat ze het verft omdat ze al sinds haar zeventiende "zo grijs als een ezel" zou zijn. Met een paar uitzonderingen besteedt Marge de meeste tijd aan het huishouden, op Maggie letten, Lisa ondersteunen en Bart opvoeden en hem uit de klauwen van Homer zien te houden.
Ze is vernoemd naar Margaret "Marge" Groening, de moeder van de bedenker van The Simpsons (Matt Groening). Marge wordt neergezet als een stereotiepe huisvrouw uit de jaren 50.
In de eerste aflevering (Life in the Fast Lane) wordt verteld dat Marges leeftijd 34 is, maar enkele afleveringen later is zij opeens 38. Dit komt waarschijnlijk doordat zij en Homer naar een 20-jarig jubileum van hun middelbare school gaan en dit een aflevering duurt. In de zeventiende aflevering (Regarding Margie) zegt Homer dat Marge dezelfde leeftijd heeft als hij, en dat betekent dat ze tussen de 36 en 40 moet zijn. Haar verjaardag is waarschijnlijk op 18 maart (als je dat bekijkt vanaf de aflevering "Life in the Fast Lane"). Maar de aflevering "Homer’s Paternity Coot" duidt erop dat haar verjaardag in februari is, omdat ze zei dat smaragden bij haar sterrenbeeld zouden horen als ze drie maanden later zou zijn geboren (smaragden zijn de stenen die bij de maand mei horen). Echter, in de aflevering "Kiss Kiss, Bang Bangalore" zegt ze dat haar verjaardag inderdaad in mei is.
Marge kan vloeiend Frans en Duits spreken.

## Banen
Ze heeft de volgende banen gehad (die meestal maar een aflevering duurden):
- Huisvrouw (van 1985 tot nu)
- Maker en verkoper van pretzels
- Politievrouw
- Model
- Hypotheekadviseur (ze heeft het onbekende "Murder House" aan Ned Flanders verkocht)
- Medewerker bij de Kerncentrale van Springfield
- Actrice / musicalzangeres
- Beroepsartiest
- Vervangende lerares bij de basisschool van Springfield
- Activist tegen geweld in kinderseries
- Schrijfster
- Serveerster op rollerskates
- Vrouwelijke bodybuilder
- Barvrouw en serveerster bij Moe’s Tavern (in de aflevering Mommie Beerest)
- Een nep-babysitter (in de aflevering waar ze naar China gaan doet ze net alsof ze de babysitter van Bart en Lisa is)
- Timmervrouw
- Hulp van een erotische bakker
- Vrijwilligster die kunstles geeft in de gevangenis van Springfield

Homer Simpson · Marge Simpson · Bart Simpson · Lisa Simpson · Maggie Simpson · Abraham Simpson · Patty en Selma Bouvier · Jacqueline Bouvier · Mona Simpson · Santa's Little Helper · Snowball II · Familie Bouvier
Jasper Beardley · Comic Book Guy · Eddie en Lou · Maude Flanders · Ned Flanders · Professor Frink · Barney Gumble · Julius Hibbert · Lionel Hutz · Eerwaarde Lovejoy · Kapitein Horatio McCallister · Hans Moleman · Bleeding Gums Murphy · Apu Nahasapeemapetilon · Mayor Joe Quimby · Dr. Nick Riviera · Agnes Skinner · Cletus Spuckler · Squeaky Voiced Teen · Disco Stu · Moe Szyslak · Kirk Van Houten · Luann Van Houten · Chief Clancy Wiggum
Gary Chalmers · Rod en Todd Flanders · Jimbo Jones · Kearney · Edna Krabappel · Otto Mann · Nelson Muntz · Martin Prince · Seymour Skinner · Milhouse Van Houten · Ralph Wiggum · Groundskeeper Willie · andere studenten
Montgomery Burns · Carl Carlson · Lenny Leonard · Waylon Smithers
Itchy en Scratchy · Kent Brockman · Krusty de Clown · Troy McClure · Rainier Wolfcastle · Radioactive Man
Snake · Kang & Kodos · Sideshow Bob · Fat Tony
Treehouse of Horror
Bart vs. the World · Bart Simpson's Escape from Camp Deadly · The Simpsons Arcadespel · Bart vs. the Space Mutants · Bart's House of Weirdness ·Bart vs. The Juggernauts · Krusty's Fun House · Bartman Meets Radioactive Man · Bart's Nightmare · The Itchy and Scratchy Game · Virtual Bart · Bart and the Beanstalk · Itchy & Scratchy in Miniature Golf Madness · Cartoon Studio · Virtual Springfield · Night of the Living Treehouse of Horror · Bowling · Wrestling · Road Rage · Skateboarding · Hit & Run · The Simpsons Game · The Simpsons: Tapped Out
The Simpsons · The Simpsons Pinball Party
Strips: Simpsons Comics · Bart Simpson serie · Itchy & Scratchy Comics · Bart Simpson's Treehouse of Horror · Futurama/Simpsons Infinitely Secret Crossover Crisis
Tijdschrift: Simpsons Illustrated
Boeken: Bart Simpson's Guide to Life · Family Album · Library of Wisdom · Complete Guides · Planet Simpson · The Simpsons and Philosophy
Actiefiguurtjes: World of Springfield
The Simpsons Movie
Bankgrap ·
Canyonero · 
D'oh! · 
Duff Beer · 
Schoolbordgrap · 